# Élections sénatoriales de 2023 en Lozère
Les élections sénatoriales de 2023 en Lozère ont lieu le dimanche 24 septembre 2023. Elles ont pour but d'élire le sénateur représentant le département au Sénat pour un mandat de six années.

## Contexte départemental
Lors des élections sénatoriales de 2017 en Lozère, Alain Bertrand (PS) a été réélu sénateur. À la suite de son décès le 3 mars 2020, sa suppléante Guylène Pantel lui succède.
Depuis, tous les effectifs du collège électoral des grands électeurs ont été renouvelés, avec les élections législatives de 2022, les élections régionales de 2021, les élections départementales de 2021 et les élections municipales de 2020.

## Sénateur sortant
| Sénateur | Sénateur       | Parti | Fonctions lors de l'élection en 2017                     |
| -------- | -------------- | ----- | -------------------------------------------------------- |
|          | Guylène Pantel | PS    | Conseillère départementale, adjointe au maire d'Ispagnac |

## Présentation des candidats et des suppléants
Le nouveau représentant est élu pour une législature de 6 ans au scrutin indirect par les  grands électeurs du département. En Lozère, le sénateur est élu au scrutin majoritaire plurinominal. Le nombre reste inchangé, un sénateur est à élire. 
| T/S | Candidats | Candidats          | Parti | Principales fonctions                              |
| --- | --------- | ------------------ | ----- | -------------------------------------------------- |
| T   |           | Alain Astruc,      | DVD   | Conseiller départemental, maire de Peyre en Aubrac |
| S   |           | Sophie Fauré-Hervé | DVD   | Conseillère municipale de Mas-Saint-Chély          |
|     |           |                    |       |                                                    |
| T   |           | Serge Gayssot      | PCF   | Conseiller municipal de Saint-Germain-du-Teil      |
| S   |           | Thérèse Marescaux  | EÉLV  | Conseillère municipale de Gorges du Tarn Causses   |
|     |           |                    |       |                                                    |
| T   |           | Michelle Jacques,  | G·s   | Conseillère municipale de Mende                    |
| S   |           | Frédéric Fécé      | LFI   | Conseiller municipal de Meyrueis                   |
|     |           |                    |       |                                                    |
| T   |           | Guylène Pantel,    | PS    | Sénatrice sortante, conseillère départementale     |
| S   |           | Francis Chabalier  | PS    | Conseiller municipal de Langogne                   |
|     |           |                    |       |                                                    |

## Résultats
|                          | Guylène Pantel           | PS                       | SOC                      | 187 | 53,74 |  |  |
|                          | Alain Astruc             | SE                       | DVD                      | 133 | 38,22 |  |  |
|                          | Serge Gayssot            | PCF                      | COM                      | 22  | 6,32  |  |  |
|                          | Michelle Jacques         | G·s                      | FI                       | 6   | 1,72  |  |  |
|                          |                          |                          |                          |     |       |  |  |
| Suffrages exprimés       | Suffrages exprimés       | Suffrages exprimés       | Suffrages exprimés       | 348 | 98,31 |  |  |
| Votes blancs             | Votes blancs             | Votes blancs             | Votes blancs             | 2   | 0,56  |  |  |
| Votes nuls               | Votes nuls               | Votes nuls               | Votes nuls               | 4   | 1,12  |  |  |
| Total                    | Total                    | Total                    | Total                    | 354 | 100   |  |  |
| Abstention               | Abstention               | Abstention               | Abstention               | 4   | 1,22  |  |  |
| Inscrits / participation | Inscrits / participation | Inscrits / participation | Inscrits / participation | 358 | 98,88 |  |  |